# Yüksək Liqa (femminile)
La Yüksək Liqa è la massima serie del campionato azero di pallavolo femminile: al torneo partecipano sei squadre di club azere e la squadra vincitrice si fregia del titolo di campione dell'Azerbaigian.

## Albo d'oro
| Anno                                                    | Podio          | Podio              | Podio          |
| Campione                                                | Seconda        | Terza              |                |
| ------------------------------------------------------- | -------------- | ------------------ | -------------- |
| Dal 1991 al 2022 la competizione è denominata Superliqa |                |                    |                |
| 1991-92 Dettagli                                        | BMKZ           |                    |                |
| 1992-93 Dettagli                                        | Neftçi         |                    |                |
| 1993-94 Dettagli                                        | Neftçi         |                    |                |
| 1994-95 Dettagli                                        | Neftçi         |                    |                |
| 1995-96 Dettagli                                        | BMKZ           |                    |                |
| 1996-97 Dettagli                                        | BMKZ           |                    |                |
| 1997-98 Dettagli                                        | BMKZ           |                    |                |
| 1998-99 Dettagli                                        | BMKZ           |                    |                |
| 1999-00 Dettagli                                        | Lokomotiv Baku |                    |                |
| 2000-01 Dettagli                                        | Lokomotiv Baku |                    |                |
| 2001-02 Dettagli                                        | Lokomotiv Baku |                    |                |
| 2002-03 Dettagli                                        | Azərreyl       | Lokomotiv Baku     | Rabitə Baku    |
| 2003-04 Dettagli                                        | Azərreyl       | Rabitə Baku        | Lokomotiv Baku |
| 2004-05 Dettagli                                        | Azərreyl       | Rabitə Baku        | Lokomotiv Baku |
| 2005-06 Dettagli                                        | Azərreyl       | Rabitə Baku        | Nəqliyyatçı    |
| 2006-07 Dettagli                                        | Rabitə Baku    | Nəqliyyatçı        |                |
| 2007-08 Dettagli                                        | Azərreyl       | Rabitə Baku        | Lokomotiv Baku |
| 2008-09 Dettagli                                        | Rabitə Baku    | Azərreyl           | Lokomotiv Baku |
| 2009-10 Dettagli                                        | Rabitə Baku    | Lokomotiv Baku     | İqtisadçı      |
| 2010-11 Dettagli                                        | Rabitə Baku    | Azərreyl           | İqtisadçı      |
| 2011-12 Dettagli                                        | Rabitə Baku    | Lokomotiv Baku     | Baku           |
| 2012-13 Dettagli                                        | Rabitə Baku    | İqtisadçı Azərreyl |                |
| 2013-14 Dettagli                                        | Rabitə Baku    | Azəryol            | İqtisadçı      |
| 2014-15 Dettagli                                        | Rabitə Baku    | Lokomotiv Baku     | Azəryol        |
| 2015-16 Dettagli                                        | Azərreyl       | Telekom Baku       | Lokomotiv Baku |
| 2016-17 Dettagli                                        | Telekom Baku   | Azərreyl           | Azəryol        |
| 2017-18 Dettagli                                        | Azərreyl       | Abşeron            | FVA            |
| 2018-19 Dettagli                                        | Azərreyl       | Lokomotiv Baku     | Abşeron        |
| 2019-20 Dettagli                                        | Non assegnata  | Non assegnata      | Non assegnata  |
| 2020-21                                                 | Non disputata  | Non disputata      | Non disputata  |
| 2021-22 Dettagli                                        | Abşeron        | Azərreyl           | Murov          |
| Dal 2022 la competizione è denominata Yüksək Liqa       |                |                    |                |
| 2022-23 Dettagli                                        | Azərreyl       | Abşeron            | Murov          |

## Palmarès
| Squadra        | Titolo | Stagione                                                                        |
| -------------- | ------ | ------------------------------------------------------------------------------- |
| Azərreyl       | 9      | 2002-03, 2003-04, 2004-05, 2005-06, 2007-08, 2015-16, 2017-18, 2018-19, 2022-23 |
| BMKZ           | 8      | 1991-92, 1992-93, 1993-94, 1994-95, 1995-96, 1996-97, 1997-98, 1998-99          |
| Rabitə Baku    | 8      | 2006-07, 2008-09, 2009-10, 2010-11, 2011-12, 2012-13, 2013-14, 2014-15          |
| Lokomotiv Baku | 3      | 1999-00, 2000-01, 2001-02                                                       |
| Telekom Baku   | 1      | 2016-17                                                                         |
| Abşeron        | 1      | 2021-22                                                                         |